# Václav Drchal
Václav Drchal, né le 25 juillet 1999 à České Budějovice en Tchéquie, est un footballeur tchèque qui évolue au poste d'avant-centre au Bohemians 1905.

## Biographie

### En club

#### AC Sparta Prague
Né à České Budějovice en Tchéquie, Václav Drchal est formé au SK Dynamo České Budějovice, avant de rejoindre le Sparta Prague en 2016. Il joue son premier match en équipe première le 24 février 2018, lors d'une rencontre de championnat face au 1. FC Slovácko. Il est titularisé ce jour-là par son entraîneur Andrea Stramaccioni, et se fait remarquer en inscrivant également son premier but en professionnel. Les deux équipes se séparent sur un match nul (1-1). En mai 2018, il se blesse gravement au genou. Victime d'une rupture du ligament croisé, il est absent des terrains pendant plus de six mois. Il fait son retour à la compétition le 15 décembre 2018 face au 1. FK Příbram. Il entre en jeu à la place de Benjamin Tetteh, lors de ce match qui se solde par un match nul (1-1).

#### Prêt au FK Mladá Boleslav
Lors de l'été 2020, il est prêté au FK Mladá Boleslav, pour la saison 2020-2021. Il joue son premier match le 23 août 2020 en championnat contre le Bohemians 1905. Son équipe s'incline lourdement sur le score de quatre buts à zéro ce jour-là.

#### Prêt au Dynamo Dresde
Le 3 janvier 2022, lors du mercato hivernal, Václav Drchal est prêté jusqu'à la fin de la saison au Dynamo Dresde, avec option d'achat.

#### FK Jablonec
Le 21 juillet 2023, Václav Drchal signe en faveur du FK Jablonec.

#### Retour au Bohemians 1905
Lors de l'été 2024, Václav Drchal quitte le FK Jablonec un an après son arrivée afin de s'engager en faveur du Bohemians 1905, où il fait son retour. Le transfert est annoncé le 7 juin 2024.

### En sélection
Václav Drchal fait ses débuts avec l'équipe de Tchéquie espoirs le 22 mars 2019, contre l'Islande. Il est titulaire et les deux équipes se séparent sur un match nul (1-1). Le 2 septembre 2020 il marque ses deux premiers buts avec les espoirs, contre Saint-Marin, contribuant à la victoire des Tchèques sur le score de six buts à zéro. Il marque ensuite un but contre la Grèce le 13 novembre. Ces deux rencontres rentrent dans le cadre des éliminatoires de l'Euro espoirs 2021.